# رولينج ميدوز
رولينج ميدوز (إلينوي) (بالإنجليزية: Rolling Meadows, Illinois)‏ هي مدينة تقع في الولايات المتحدة في مقاطعة كوك، إلينوي. يقدر عدد سكانها بـ 24,099 نسمة .

## توأمة
لرولينج ميدوز اتفاقيات توأمة مع:
- هينان بومونت